# Mnemosyne mabarumensis
Mnemosyne mabarumensis är en insektsart som beskrevs av Van Stalle 1987. Mnemosyne mabarumensis ingår i släktet Mnemosyne och familjen kilstritar.
Artens utbredningsområde är Guyana. Inga underarter finns listade i Catalogue of Life.